# Evangelisch-lutherisches Pfarrhaus (Lohr)

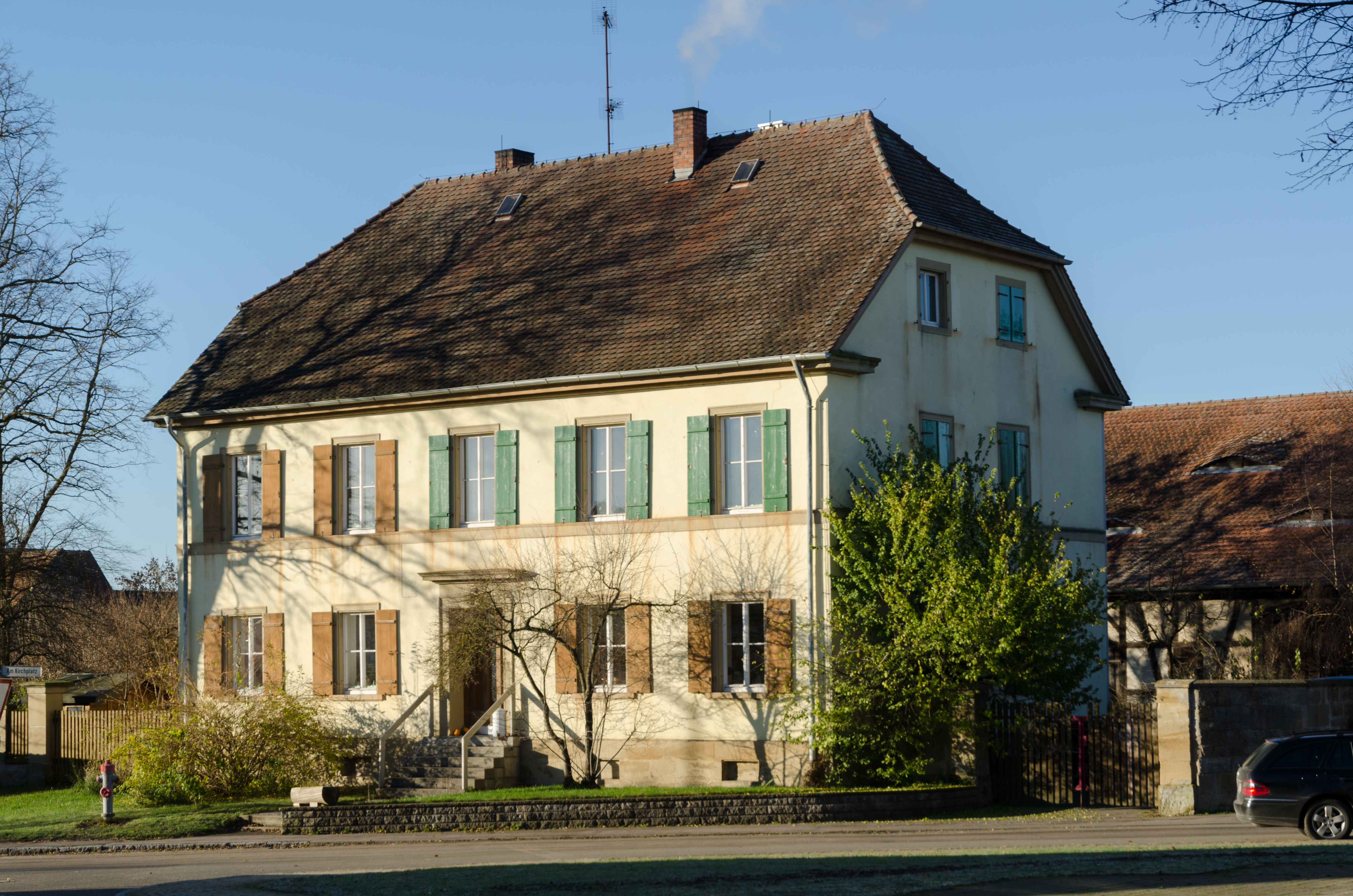
Pfarrhaus in Lohr

Das Evangelisch-lutherische Pfarrhaus in Lohr, einem Gemeindeteil von Insingen im mittelfränkischen Landkreis Ansbach in Bayern, wurde 1834 errichtet. Das Pfarrhaus an der Rothenburger Straße 11, gegenüber der Pfarrkirche St. Egydius, ist ein geschütztes Baudenkmal.
Der zweigeschossige Krüppelwalmdachbau mit Gurt- und Giebelsohlegesims sowie mit profilierten Fenster- und Türöffnungen besitzt fünf zu zwei Fensterachsen.